# Sportverein Stuttgarter Kickers 2010-2011
Questa voce raccoglie le informazioni riguardanti lo Sportverein Stuttgarter Kickers nelle competizioni ufficiali della stagione 2010-2011.

## Stagione
Nella stagione 2010-2011 il Stuttgarter Kickers, allenato da Dirk Schuster, concluse il campionato di Regionalliga sud al 2º posto.

## Rosa
| N. |                     | Ruolo | Calciatore          |
| -- | ------------------- | ----- | ------------------- |
| 1  | Germania (bandiera) | P     | Daniel Wagner       |
| 2  | Germania (bandiera) | D     | Moritz Steinle      |
| 3  | Germania (bandiera) | D     | Patrick Auracher    |
| 4  | Germania (bandiera) | D     | Simon Köpf          |
| 6  | Germania (bandiera) | C     | Demis Jung          |
| 7  | Slovenia (bandiera) | C     | Marcel Ivanuša      |
| 8  | Germania (bandiera) | C     | Michele Rizzi       |
| 10 | Italia (bandiera)   | C     | Enzo Marchese       |
| 11 | Germania (bandiera) | A     | Marcel Brandstetter |
| 13 | Germania (bandiera) | D     | Fabio Leutenecker   |
| 13 | Germania (bandiera) | D     | Oliver Stierle      |
| 15 | Germania (bandiera) | D     | Marcel Rapp         |

| N. |                        | Ruolo | Calciatore              |
| -- | ---------------------- | ----- | ----------------------- |
| 17 | Germania (bandiera)    | D     | Fabian Gerster          |
| 18 | Turchia (bandiera)     | A     | Uğur Yilmaz             |
| 19 | Italia (bandiera)      | C     | Alessandro Abruscia     |
| 20 | Germania (bandiera)    | C     | Hüseyin Pala            |
| 22 | Germania (bandiera)    | C     | Jérôme Gondorf          |
| 23 | Turchia (bandiera)     | P     | Günay Güvenc            |
| 23 | Germania (bandiera)    | C     | Dirk Prediger           |
| 24 | Germania (bandiera)    | C     | Mahir Savranlioglu      |
| 26 | Stati Uniti (bandiera) | D     | Royal-Dominique Fennell |
| 27 | Germania (bandiera)    | C     | Philip Türpitz          |
|    | Germania (bandiera)    | A     | Florian Treske          |

## Organigramma societario
Area tecnica
- Allenatore: Dirk Schuster
- Allenatore in seconda: Alexander Malchow
- Preparatore dei portieri: Kai Rabe
- Preparatori atletici:
- Analisi video:

## Calciomercato

### Sessione estiva
| Acquisti | Acquisti            | Acquisti              | Acquisti |
| R.       | Nome                | da                    | Modalità |
| -------- | ------------------- | --------------------- | -------- |
| A        | Marcel Brandstetter | Aalen                 |          |
| P        | Günay Güvenc        | Kickers Stoccarda U19 |          |
| C        | Hüseyin Pala        | Stoccarda II          |          |
| A        | Daniel Reule        | Waldhof Mannheim      |          |
| D        | Oliver Stierle      | Bayern Monaco II      |          |
| A        | Denis Videc         | FC Heilbronn          |          |
| A        | Uğur Yilmaz         | SV Bonlanden          |          |

| Cessioni | Cessioni        | Cessioni          | Cessioni |
| R.       | Nome            | a                 | Modalità |
| -------- | --------------- | ----------------- | -------- |
| D        | Marcel Charrier | Linx              |          |
| A        | Gökhan Gümüşsu  | Monaco 1860 II    |          |
| D        | André Olveira   | Reutlingen        |          |
| C        | Franco Petruso  | SV Ebersbach/Fils |          |
| P        | Luis Rodrigues  | Reutlingen        |          |
| A        | Mijo Tunjić     | Unterhaching      |          |

### Sessione invernale
| Acquisti | Acquisti       | Acquisti | Acquisti |
| R.       | Nome           | da       | Modalità |
| -------- | -------------- | -------- | -------- |
| A        | Florian Treske | Ulma     |          |

| Cessioni | Cessioni     | Cessioni         | Cessioni |
| R.       | Nome         | a                | Modalità |
| -------- | ------------ | ---------------- | -------- |
| A        | Daniel Reule | Waldhof Mannheim |          |
| A        | Denis Videc  | Waldhof Mannheim |          |

## Risultati

### Regionalliga

#### Girone di andata
| Arbitro: | Benedum |

|                       |           |  |
| Türpitz 78’ Reule 81’ | Marcatori |  |

| Pfullendorf 18 agosto 2010, ore 19:00 CEST 2ª giornata | Pfullendorf | 0 – 0 referto | Kickers Stoccarda | Geberit-Arena (925 spett.)\| Arbitro: \| Schlutius \| |
| Arbitro:                                               | Schlutius   |               |                   |                                                       |

| Arbitro: | Bischof |

|                      |           |            |
| Rapp 67’ Gondorf 90’ | Marcatori | 22’ Röcker |

| Arbitro: | Pflaum |

|          |           |             |
| Kolb 70’ | Marcatori | 56’ Türpitz |

| Arbitro: | Bischof |

|  |           |           |
|  | Marcatori | 40’ Reule |

| Arbitro: | Foltyn |

|             |           |                                     |
| Gondorf 54’ | Marcatori | 51’ (rig.), 64’ (rig.) Heckenberger |

| Arbitro: | Gerach |

|              |           |             |
| Herdling 88’ | Marcatori | 1’ Marchese |

| Arbitro: | Stegemann |

|          |           |                             |
| Jung 72’ | Marcatori | 4’ Pazurek 71’, 81’ Volland |

| Arbitro: | Waschitzki-Günther |

|            |           |                                                 |
| Hübner 89’ | Marcatori | 4’ Brandstetter 16’ (rig.) Marchese 70’ Türpitz |

| Arbitro: | Hartmann |

|                              |           |                       |
| Brandstetter 30’ Gerster 51’ | Marcatori | 60’ Schürg 84’ Treske |

| Arbitro: | Zacher |

|            |           |  |
| Schmid 45’ | Marcatori |  |

| Arbitro: | Drees |

|                         |           |                                        |
| Abruscia 4’ Ivanuša 36’ | Marcatori | 10’ Ochs 15’ Mayer 72’ Damm 90’ Koitka |

| Arbitro: | Färber |

|  |           |             |
|  | Marcatori | 62’ Türpitz |

| Arbitro: | Steffens |

|  |           |             |
|  | Marcatori | 30’ Schahin |

| Arbitro: | Marx |

|  |           |                                                   |
|  | Marcatori | 47’ Pala 69’ Abruscia 78’ Brandstetter 89’ Yilmaz |

| Arbitro: | Dingert |

|                                                                             |           |                       |
| Rapp 3’ Pala 49’, 83’ Türpitz 55’ Marchese 75’ Brandstetter 76’ Ivanuša 88’ | Marcatori | 4’ Uçar 31’ Schneider |

| Arbitro: | Metzen |

|                                     |           |  |
| Hübner 34’ Oppermann 73’ Wittke 85’ | Marcatori |  |

#### Girone di ritorno
| Arbitro: | Valentin |

|                         |           |  |
| Abruscia 36’ Yilmaz 50’ | Marcatori |  |

| Arbitro: | Leonhardt |

|            |           |                 |
| Decker 70’ | Marcatori | 90’ Leutenecker |

| Arbitro: | Kempter |

|            |           |  |
| Yilmaz 37’ | Marcatori |  |

| Arbitro: | Brand |

|  |           |                            |
|  | Marcatori | 14’, 45’ Pala 24’ Abruscia |

| 26 febbraio 2011, ore CET 22ª giornata | Kickers Stoccarda | – annullata | Weiden |  |

| Arbitro: | Sevinc |

|                 |           |                   |
| Kammermeyer 27’ | Marcatori | 56’ Pala 61’ Köpf |

| Arbitro: | Amirian |

|             |           |  |
| Gondorf 53’ | Marcatori |  |

| Arbitro: | Bischof |

|             |           |                                           |
| Imbongo 43’ | Marcatori | 25’ Pala 29’ Gondorf 62’, 79’, 82’ Yilmaz |

| Arbitro: | Siewer |

|                                 |           |  |
| Ivanuša 9’ Pala 53’, 90’ (rig.) | Marcatori |  |

| 8 aprile 2011, ore CEST 27ª giornata | Ulma | – annullata | Kickers Stoccarda |  |

| Arbitro: | Schlutius |

|                   |           |           |
| Pala 33’ Köpf 59’ | Marcatori | 6’ Schmid |

| Kassel 23 aprile 2011, ore 14:15 CEST 29ª giornata | Hessen Kassel | 0 – 0 referto | Kickers Stoccarda | Auestadion (10 000 spett.)\| Arbitro: \| Sippel \| |
| Arbitro:                                           | Sippel        |               |                   |                                                    |

| Arbitro: | Stegemann |

|                   |           |                   |
| Abruscia 45’, 64’ | Marcatori | 22’, 27’ Heinrich |

| Arbitro: | Christ |

|  |           |                      |
|  | Marcatori | 29’ Fennell 66’ Jung |

| Arbitro: | Leicher |

|                                |           |             |
| Ivanuša 45’ (rig.) Gerster 58’ | Marcatori | 65’ Soriano |

| Arbitro: | Metzen |

|  |           |                 |
|  | Marcatori | 31’, 66’ Yilmaz |

| Arbitro: | Hartmann |

|             |           |          |
| Türpitz 66’ | Marcatori | 76’ Lang |

## Statistiche

### Statistiche di squadra
| Competizione     | Punti | In casa | In casa | In casa | In casa | In casa | In casa | In trasferta | In trasferta | In trasferta | In trasferta | In trasferta | In trasferta | Totale | Totale | Totale | Totale | Totale | Totale | DR  |
| Competizione     | Punti | G       | V       | N       | P       | Gf      | Gs      | G            | V            | N            | P            | Gf           | Gs           | G      | V      | N      | P      | Gf     | Gs     | DR  |
| ---------------- | ----- | ------- | ------- | ------- | ------- | ------- | ------- | ------------ | ------------ | ------------ | ------------ | ------------ | ------------ | ------ | ------ | ------ | ------ | ------ | ------ | --- |
| Regionalliga sud | 58    | 15      | 9       | 2       | 4       | 29      | 18      | 15           | 8            | 5            | 2            | 25           | 10           | 30     | 17     | 7      | 6      | 54     | 28     | +26 |
| Totale           | 58    | 15      | 9       | 2       | 4       | 29      | 18      | 15           | 8            | 5            | 2            | 25           | 10           | 30     | 17     | 7      | 6      | 54     | 28     | +26 |

### Andamento in campionato
| Giornata  | 1 | 2 | 3 | 4 | 5 | 6 | 7 | 8 | 9 | 10 | 11 | 12 | 13 | 14 | 15 | 16 | 17 | 18 | 19 | 20 | 21 | 22 | 23 | 24 | 25 | 26 | 27 | 28 | 29 | 30 | 31 | 32 | 33 | 34 |
| --------- | - | - | - | - | - | - | - | - | - | -- | -- | -- | -- | -- | -- | -- | -- | -- | -- | -- | -- | -- | -- | -- | -- | -- | -- | -- | -- | -- | -- | -- | -- | -- |
| Luogo     | C | T | C | T | T | C | T | C | T | C  | T  | C  | T  | C  | T  | C  | T  | C  | T  | C  | T  | C  | T  | C  | T  | C  | T  | C  | T  | C  | T  | C  | T  | C  |
| Risultato | V | N | V | N |   | P | N | P | V |    | P  | P  | V  | P  | V  | V  | P  | V  | N  | V  | V  |    | V  | V  | V  | V  |    | V  | N  | N  | V  | V  | V  | N  |
| Posizione | 2 | 2 | 3 | 4 | 6 | 7 | 8 | 8 | 6 | 8  | 11 | 12 | 9  | 11 | 10 | 9  | 9  | 7  | 7  | 5  | 4  | 6  | 2  | 2  | 2  | 2  | 2  | 2  | 2  | 3  | 2  | 2  | 2  | 2  |

Legenda:

Luogo: C = Casa; T = Trasferta. Risultato: V = Vittoria; N = Pareggio; P = Sconfitta.

### Statistiche dei giocatori
| A. Abruscia     | 32 | 6  | 5 | 0 |
| P. Auracher     | 22 | 0  | 4 | 1 |
| M. Brandstetter | 20 | 4  | 3 | 0 |
| R. Fennell      | 24 | 1  | 4 | 0 |
| F. Gerster      | 30 | 2  | 4 | 0 |
| J. Gondorf      | 28 | 4  | 5 | 1 |
| G. Güvenc       | 4  | 0  | 0 | 0 |
| M. Ivanuša      | 27 | 4  | 5 | 0 |
| D. Jung         | 16 | 2  | 3 | 0 |
| S. Köpf         | 22 | 2  | 3 | 0 |
| F. Leutenecker  | 1  | 1  | 1 | 0 |
| E. Marchese     | 19 | 3  | 7 | 0 |
| H. Pala         | 24 | 10 | 2 | 0 |
| D. Prediger     | 5  | 0  | 0 | 0 |
| M. Rapp         | 17 | 2  | 2 | 0 |
| D. Reule        | 10 | 2  | 0 | 0 |
| M. Rizzi        | 20 | 0  | 7 | 1 |
| M. Savranlioglu | 25 | 0  | 4 | 1 |
| M. Steinle      | 3  | 0  | 0 | 0 |
| O. Stierle      | 9  | 0  | 1 | 1 |
| F. Treske       | 8  | 0  | 0 | 0 |
| P. Türpitz      | 26 | 6  | 3 | 0 |
| D. Videc        | 2  | 0  | 0 | 0 |
| D. Wagner       | 29 | 0  | 1 | 1 |
| U. Yilmaz       | 19 | 8  | 3 | 0 |